# 페르마 다각수 정리
페르마의 다각수 정리(Fermat polygonal number theorem, -多角數 定理)는 프랑스 수학자 피에르 드 페르마의 이름이 붙은 정수론의 정리로, 다음과 같은 내용이다.
- 임의의 자연수는 많아야 n개의 n각수의 합으로 표현 가능하다.

예를 들어, 임의의 자연수는 많아야 3개의 삼각수 혹은 5개의 오각수 등의 합으로 표현 가능하다는 것이다. 예로 73을 생각해 보면,
- 73 = 36 + 36 + 1 (삼각수)
- 73 = 49 + 16 + 4 + 4 (사각수)
- 73 = 70 + 1 + 1 + 1 (오각수)
- 73 = 28 + 28 + 15 + 1 + 1 (육각수)

등등이 된다. 이 정리를 처음 제시한 페르마는 증명 없이 내용을 기술만 하였고, 다른 저작에서 증명을 서술할 것을 약속하였으나 결국 그러한 저작은 쓰지 못했다. 이후 이 정리를 증명하려는 수학자들의 노력이 이어졌는데, 사각수의 경우에는 조제프루이 라그랑주가 1770년 증명하였다. 삼각수의 경우는 1796년 카를 프리드리히 가우스가 증명하였다. 그리고 마지막으로 오귀스탱 루이 코시가 1813년 n각수에 대해 증명을 발표하였다.

## 폴록의 추측
이와 관련된 미해결 문제로 폴록의 사면체수 추측과 폴록의 팔면체수 추측이라는 것이 있다. 이는 다음과 같은 내용으로, 영국의 정치인 프레더릭 폴록(Frederick Pollock)이 1850년 제시하였다.
- 임의의 자연수는 많아야 다섯 개의 사면체수의 합으로 표현 가능하다.
- 임의의 자연수는 많아야 일곱 개의 팔면체수의 합으로 표현 가능하다.

## 같이 보기
- 다각수
- 라그랑주 네 제곱수 정리
- 웨어링의 문제